# كسوف الشمس 5 ديسمبر 2048

مسار متحرك

سيحدث كسوف كلي للشمس في 5 ديسمبر 2048. يحدث كسوف الشمس عندما يمر القمر بين الأرض والشمس ، وبالتالي يحجب صورة الشمس كليًا أو جزئيًا عن مشاهد على الأرض. يحدث الكسوف الكلي للشمس عندما يكون القطر الظاهري للقمر أكبر من قطر الشمس ، مما يحجب كل ضوء الشمس المباشر ، ويحول النهار إلى ظلام. تحدث الكلية في مسار ضيق عبر سطح الأرض ، مع كسوف جزئي للشمس مرئي فوق المنطقة المحيطة بعرض آلاف الكيلومترات.

## الخسوفات ذات الصلة

### كسوف الشمس 2047-2050
هذا الكسوف هو جزء من سلسلة كسوف الشمس 2047-2050. يتكرر الكسوف في كل 177 يومًا تقريبًا و 4 ساعات في العقد المتناوبة من مدار القمر.
ملحوظة: الخسوف الجزئي للقمر في 26 يناير 2047 و 22 يوليو 2047 يحدث في مجموعة خسوف السنة القمرية السابقة.
| مجموعات كسوف الشمس 2047-2050 | مجموعات كسوف الشمس 2047-2050 | مجموعات كسوف الشمس 2047-2050 | مجموعات كسوف الشمس 2047-2050 | مجموعات كسوف الشمس 2047-2050 |
| ---------------------------- | ---------------------------- | ---------------------------- | ---------------------------- | ---------------------------- |
| عقدة تصاعدية                 | عقدة تصاعدية                 |                              | عقدة تنازلية                 | عقدة تنازلية                 |
| 118                          | يونيو 23, 2047 جزئي          | 123                          | ديسمبر 16, 2047 جزئي         |                              |
| 128                          | يونيو 11, 2048 حلقي          | 133                          | ديسمبر 5, 2048 كلي           |                              |
| 138                          | مايو 31, 2049 حلقي           | 143                          | نوفمبر 25, 2049 هجين         |                              |
| 148                          | مايو 20, 2050 هجين           | 153                          | نوفمبر 14, 2050 جزئي         |                              |

### ساروس 133
وهي جزء من دورة ساروس 133 ، يتكرر كل 18 عامًا ، 11 يومًا ، يحتوي على 72 حدثًا.
- بدأت السلسلة بكسوف جزئي للشمس في 13 يوليو 1219.
- وتحتوي على كسوف حلقي من 20 نوفمبر 1435 حتى 13 يناير 1526 ،
- مع خسوف هجين في 24 يناير 1544.
- وخسوفًا كليًا من 3 فبراير 1562 ، حتى 21 يونيو 2373.
- تنتهي السلسلة في العضو 72 ككسوف جزئي في 5 سبتمبر 2499.

كانت أطول مدة للمجموعة 6 دقائق و 49.97 ثانية في 7 أغسطس 1850. الكسوف الكلي لسلسلة ساروس 133 هذه أصبحت أقصر وأصبحت أقصى الجنوب مع كل تكرار. تحدث جميع الكسوفات في هذه السلسلة عند عقدة القمر الصاعدة.
| تحدث أعضاء السلسلة 30-56 بين 1742 و 2211 | تحدث أعضاء السلسلة 30-56 بين 1742 و 2211 | تحدث أعضاء السلسلة 30-56 بين 1742 و 2211 |
| 30                                       | 31                                       | 32                                       |
| ---------------------------------------- | ---------------------------------------- | ---------------------------------------- |
| يونيو 3, 1742                            | يونيو 13, 1760                           | يونيو 24, 1778                           |
| 33                                       | 34                                       | 35                                       |
| يوليو 4, 1796                            | يوليو 17, 1814                           | يوليو 27, 1832                           |
| 36                                       | 37                                       | 38                                       |
| أغسطس 7, 1850                            | أغسطس 18, 1868 [الإنجليزية]              | أغسطس 29, 1886 [الإنجليزية]              |
| 39                                       | 40                                       | 41                                       |
| سبتمبر 9, 1904 [الإنجليزية]              | سبتمبر 21, 1922 [الإنجليزية]             | أكتوبر 1, 1940 [الإنجليزية]              |
| 42                                       | 43                                       | 44                                       |
| أكتوبر 12, 1958 [الإنجليزية]             | أكتوبر 23, 1976 [الإنجليزية]             | نوفمبر 3, 1994 [الإنجليزية]              |
| 45                                       | 46                                       | 47                                       |
| نوفمبر 13, 2012                          | نوفمبر 25, 2030 [الإنجليزية]             | ديسمبر 5, 2048                           |
| 48                                       | 49                                       | 50                                       |
| ديسمبر 17, 2066                          | ديسمبر 27, 2084                          | يناير 8, 2103                            |
| 51                                       | 52                                       | 53                                       |
| يناير 19, 2121                           | يناير 30, 2139                           | فبراير 9, 2157                           |
| 54                                       | 55                                       | 56                                       |
| فبراير 21, 2175                          | مارس 3, 2193                             | مارس 15, 2211                            |

### سلسلة ميتونيك
تتكرر السلسلة ميتونيك كل 19 عامًا (6939.69 يومًا) ، وتستمر حوالي 5 دورات. يحدث الكسوف في نفس تاريخ التقويم تقريبًا. بالإضافة إلى ذلك ، تتكرر سلسلة أكتون الفرعية 1/5 من ذلك أو كل 3.8 سنوات (1387.94 يومًا). تحدث جميع الكسوفات في هذا الجدول عند العقدة الصاعدة للقمر. 
| 21 حدثًا من أحداث الكسوف ، تتقدم من الجنوب إلى الشمال بين 13 يوليو 2018 و 12 يوليو 2094 | 21 حدثًا من أحداث الكسوف ، تتقدم من الجنوب إلى الشمال بين 13 يوليو 2018 و 12 يوليو 2094 | 21 حدثًا من أحداث الكسوف ، تتقدم من الجنوب إلى الشمال بين 13 يوليو 2018 و 12 يوليو 2094 | 21 حدثًا من أحداث الكسوف ، تتقدم من الجنوب إلى الشمال بين 13 يوليو 2018 و 12 يوليو 2094 | 21 حدثًا من أحداث الكسوف ، تتقدم من الجنوب إلى الشمال بين 13 يوليو 2018 و 12 يوليو 2094 |
| 12-13 يوليو                                                                            | 30 أبريل - 1 مايو                                                                      | من 16 إلى 17 فبراير                                                                    | 5-6 ديسمبر                                                                             | من 22 إلى 23 سبتمبر                                                                    |
| 117                                                                                    | 119                                                                                    | 121                                                                                    | 123                                                                                    | 125                                                                                    |
| -------------------------------------------------------------------------------------- | -------------------------------------------------------------------------------------- | -------------------------------------------------------------------------------------- | -------------------------------------------------------------------------------------- | -------------------------------------------------------------------------------------- |
| </img> </br> 13 يوليو 2018                                                             | </img> </br> 30 أبريل 2022                                                             | </img> </br> 17 فبراير 2026                                                            | </img> </br> 5 ديسمبر 2029                                                             | </img> </br> 23 سبتمبر 2033                                                            |
| 127                                                                                    | 129                                                                                    | 131                                                                                    | 133                                                                                    | 135                                                                                    |
| </img> </br> 13 يوليو 2037                                                             | </img> </br> 30 أبريل 2041                                                             | </img> </br> 16 فبراير 2045                                                            | </img> </br> 5 ديسمبر 2048                                                             | </img> </br> 22 سبتمبر 2052                                                            |
| 137                                                                                    | 139                                                                                    | 141                                                                                    | 143                                                                                    | 145                                                                                    |
| </img> </br> 12 يوليو 2056                                                             | </img> </br> 30 أبريل 2060                                                             | </img> </br> 17 فبراير 2064                                                            | </img> </br> 6 ديسمبر 2067                                                             | </img> </br> 23 سبتمبر 2071                                                            |
| 147                                                                                    | 149                                                                                    | 151                                                                                    | 153                                                                                    | 155                                                                                    |
| </img> </br> 13 يوليو 2075                                                             | </img> </br> 1 مايو 2079                                                               | </img> </br> 16 فبراير 2083                                                            | </img> </br> 6 ديسمبر 2086                                                             | </img> </br> 23 سبتمبر 2090                                                            |
| 157                                                                                    |                                                                                        |                                                                                        |                                                                                        |                                                                                        |
| </img> </br> 12 يوليو 2094                                                             |                                                                                        |                                                                                        |                                                                                        |                                                                                        |

## روابط خارجية
- www.solar-eclipse.de - متوسط التغطية السحابية والمدن على طول مسار الكسوف
- http://eclipse.gsfc.nasa.gov/SEplot/SEplot2001/SE2046Aug02T. GIF